# Резец
Резец (на латински: Dentus incisivus, в мн.ч. Резци, на латински: Dentes incisivi) е преден зъб при повечето бозайници. Резците при човек са осем. Функцията на тези зъби е да откъсват храната.
Млечните резци при децата също наброяват осем. Зъбите са по четири на горната и долната челюст. Същите биват по два централни и два латерални максиларни (горночелюстни) и мандибуларни (долночелюстни). При различните бозайници този брой може да варира и се е наложил в зависимост от еволюцията на вида. При слоновете например горните резци образуват бивни. При гризачите и зайцевидните резците имат особено значение и представляват особен техен признак. При преживните животни обикновено липсват горни резци. Долните са добре развити, а растителната храна се откъсва с помощта на небцето. Опосумите имат общо 18 резеца, а представителите на броненосците нямат.